# Order Sławy (Imperium Osmańskie)

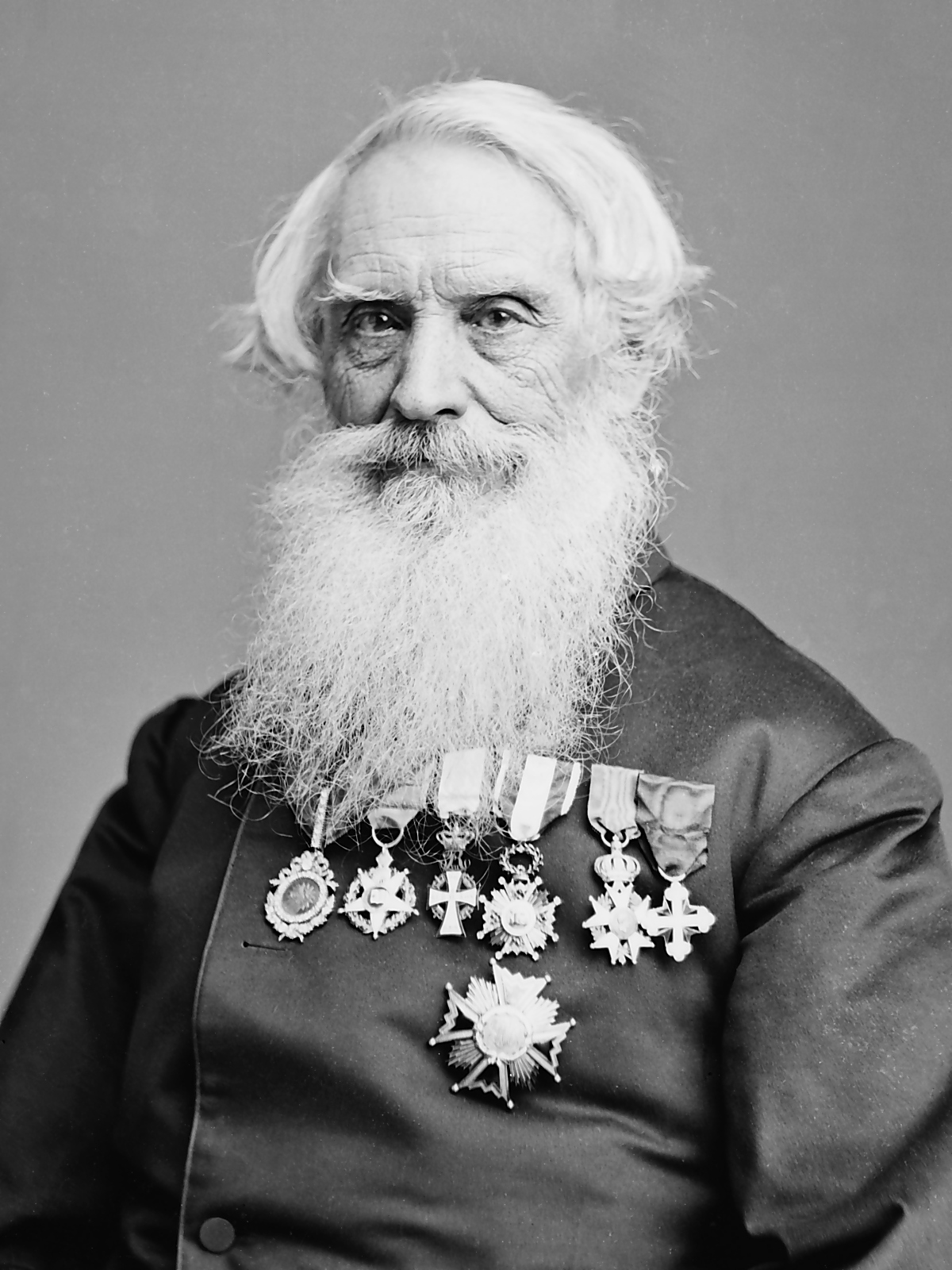
Samuel Morse z Orderem Sławy jako pierwszym z lewej.

Order Sławy (tur. İftihar Nişanı, Nişan-ı İftihar) – odznaczenie Imperium Osmańskiego, nadawane w latach 1831–1852 przez sułtanów Mahmuda II i Abdülmecida I, a także wyjątkowo podczas panowania sułtana Abdülhamida II panującego w latach 1876–1909. Order noszony był na łańcuchu lub czerwonej wstędze orderowej z zielonymi pojedynczymi paskami wzdłuż krawędzi. Z orderem połączony był Medal Orderu Sławy. Wewnątrz medalionu środkowego odznaki znajdowała się tugra tureckiego sułtana.